# Главен сержант на рота
Главният сержант на рота е пряко подчинен на командира на ротата и на главния сержант на батальона. Той е пряк началник на сержантите и войниците от ротата. Изпълнява методически и контролни функции по отношение на сержантския (старшинския от ВМС) и войнишкия (матроския) състав от ротата.